# Veľký Blh
Veľký Blh é um município da Eslováquia, situado no distrito de Rimavská Sobota, na região de Banská Bystrica. Tem 33,01 km² de área e sua população em 2018 foi estimada em 1.182 habitantes.

## Demografia
| Ano:        | 1994 | 2004   | 2014   | 2024   |
| ----------- | ---- | ------ | ------ | ------ |
| Broj ljudi: | 1127 | 1147   | 1207   | 1144   |
| Razlika:    |      | +1,77% | +5,23% | -5,21% |

| Ano:               | 2023 | 2024   |
| ------------------ | ---- | ------ |
| Número de pessoas: | 1128 | 1144   |
| Diferença:         |      | +1,41% |